# Atomic Kitten
Átomic Kítten (Атомик киттен, рус. Атомный котёнок) — британская поп-группа из Ливерпуля, основанная в 1998 году бывшим участником музыкального коллектива Orchestral Manoeuvres in the Dark Энди Маккласки.
Изначально группа называлась Honeyhead (с англ. — «Медовая голова»), позже коллектив был переименован в Automatic Kittens (с англ. — «Автоматические котята»), название лейбла их дизайнера. В конечном итоге было принято решение остановиться на названии Atomic Kitten. Первоначальный состав группы включал в себя Лиз Макклэрнон, Керри Катону и Хайди Рэйндж, которую немного позднее сменила Наташа «Тэш» Хэмилтон. В 2001 году в коллектив влилась Дженнифер «Дженни» Фрост, взамен забеременевшей Керри.
Atomic Kitten имеет в своём активе 3 сингла, возглавивших хит-парад Великобритании: «Whole Again», «Eternal Flame» (кавер-версия одноимённого шлягера группы The Bangles) и «The Tide Is High (Get the Feeling)» (кавер-версия песни «The Tide Is High» из репертуара групп The Paragons и Blondie). Альбомы Right Now и Feels So Good покорили альбомные хит-парады Туманного Альбиона. Общий тираж проданных группой записей превысил 10 миллионов экземпляров, в том числе 6,2 миллиона синглов и 4 миллиона альбомов.

## История

### 1998—2001 Первый сингл, первый альбом
Группа образовалась в 1998 году. Лиз Макклэрнон, Керри Катона и Хэйди Рэйндж, успешно прошли кастинг в новую вокальную группу Honeyhead, позднее переименованную в Atomic Kitten. Впрочем, Хэйди в 1999 году по собственной инициативе выбыла из состава проекта, а её место заняла Наташа Хэмилтон.
Первый сингл группы, озаглавленный «Right Now», вышедший в декабре 1999 года, дебютировал в Top 10 британского хит-парада. После этого девушки проехались с небольшим гастрольным туром по Азии, и выпустили здесь сингл «Cradle». В свою очередь на британском рынке звукозаписывающая компания, предваряя релиз первого лонгплея группы, выпустила синглы «See Ya», «I Want Your Love» и «Follow Me».
Right Now — дебютный альбом Atomic Kitten вышел в Японии 16 марта 2000 года, а 23 октября 2000 года состоялся британский релиз, который достиг лишь 39 строчки хит-парада Соединённого Королевства. Впрочем, эта очевидная неудача была лишь временным явлением. «Whole Again» — очередной сингл группы, вышедший 29 января 2001 года, стал настоящим хитом на европейском континенте, взойдя на вершину национальных хит-парадов Великобритании, Ирландии, Германии, Австрии, а также покорил новозеландские чарты. Сингл также вошёл в Top 5 в Австралии, Швеции, Швейцарии и Бельгии. Песня «Whole Again» и видео на неё представлены в двух вариантах: первый — с оригинальным вокалом Керри Катоны (которая в этом же году покинула группу), второй — со сменившей её Дженни Фрост. В июле 2001 года следующий сингл Atomic Kitten «Eternal Flame» (в оригинале записанный американской группой The Bangles) также возглавил британские чарты. На этом фоне состоялось переиздание дебютного альбома «Атомных котят». Новая версия Right Now покорила UK Albums Chart в августе 2001 года. 10 января 2003 года дебютному альбому девичьей группы был присвоен дважды «платиновый» статус в Великобритании за более чем 600 тысяч реализованных копий.

### 2002—2003:Feels So Good
В 2002 году состоялся релиз второго студийного альбома группы — Feels So Good, который возглавил британские чарты 21 сентября того же года. Предваряя его релиз выходят синглы «It’s OK!» и «The Tide Is High» (№ 1 в Великобритании). В 2002 году по результатам продаж в европейских странах Feels So Good был сертифицирован как «платиновый».
В апреле 2002 года Наташа объявила о своей беременности, однако продолжила выступление в рамках промотура группы, а также успела сняться в клипе на песню «The Tide Is High (Get the Feeling)».
В январе-феврале 2003 года состоялся азиатский гастрольный тур в поддержку нового альбома Atomic Kitten. Девушки посетили с концертами Сингапур, Таиланд и Южную Корею. Вместе с ними путешествовал и сын Наташи Хэмилтон, родившийся 24 августа 2002 года.

### 2003—2004: Выход альбомаLadies Night
В апреле 2003 года группа выпускает альбом предназначенный для североамериканского рынка. В трек-лист пластинки, просто озаглавленной Atomic Kitten, вошли избранные песни с альбомов Right Now и Feels So Good, в том числе песня «The Tide Is High (Get The Feeling)», также вошедшая в саундтрек фильма Лиззи Магуайер с Хилари Дафф в главной роли. Тем не менее альбом достиг лишь 102 строчки чартов Биллборда, после чего группа сосредоточилась на европейском и азиатском рынках.
Запись третьего студийного альбома началась ещё в конце 2002 года. Некоторой особенностью новой работы группы стало активное участие девушек из Atomic Kitten в создании нового материала для альбома. В частности, 8 из 15 треков были написаны при участии солисток группы. Альбом Ladies Night, вышедший 10 ноября 2003 года, поднялся на пятую строчку UK Albums Chart, получив здесь платиновый статус. Синглы с нового альбома «Be With You» и «If You Come To Me» вошли Top 3 британского хит-парада в ноябре 2002 и октябре 2003 года соответственно. Кавер-версия песни «Ladies Night» группы Kool & the Gang достигла 8 строчки в Великобритании в декабре 2003 года.
В начале 2004 года прошло гастрольное турне в поддержку нового студийного альбома Atomic Kitten. Одновременно готовился к входу сборник лучших песен девушек. Было также объявлено, что по завершении гастролей группа берёт творческий отпуск.

### 2005—2008: Редкие совместные выступления
В начале 2004 года Наташа Хэмилтон решила взять перерыв в музыкальной карьере, дабы проводить больше времени со своим ребёнком. Своеобразным прощанием с поклонниками группы стал сингл «Someone Like Me/Right Now 2004». Впрочем в 2005 году группа ненадолго воссоединилась в прежнем составе, чтобы выпустить благотворительный сингл «Cradle 2005» — новую версию трека с альбома Right Now. В том же 2005 году Элизабет, Наташа и Дженни приняли участие в записи саундтрека для диснеевского мультфильма «Мулан 2». 28 августа 2005 года участницы Atomic Kitten выступили на концерте в Кракове, Польша на фестивале Coca-Cola SoundWave. Ещё пара выступлений группы, уже в 2006 году, имели место в Ливерпуле и в Гонконге.
В 2006 году участницы Atomic Kitten, специально для грядущего Кубка мира по футболу, записали песню «All Together Now (Strong Together)». Сборы с продаж сингла, вышедшего в Германии, были перечислены в благотворительную организацию Детские деревни SOS.
Ещё один благотворительный сингл — «Anyone Who Had A Heart» вышел 27 января 2008 года в Великобритании и поднялся на 77 строчку национального хит-парада. В рамках его поддержки девушки приняли участие в концерте, проходившем в Ливерпуле 19 января, а также появились в эфире GMTV и в Шоу Скотта Миллса на Radio 1.
Начиная с 2008 года группа никак не проявляла себя в творческом плане, а участницы группы занимались собственными проектами.

### 2012—2024
В 2012 году в рамках проекта The Big Reunion участницы Atomic Kitten заявили о воссоединении. При этом в группу вернулась Керри Катона, вместо забеременевшей Дженни Фрост. Наташа Хэмилтон, в свою очередь, не исключила возвращение Дженни в будущем. В 2021 году, Дженни вернулась в группу.

### Участницы группы
- Дженни Фрост (род. 22 февраля 1978 года в городе Прествич, Великобритания), начала свою музыкальную карьеру в группе Precious, представлявшей в 1999 году Великобританию на Евровидении. В Atomic Kitten сменила Керри, покинувшую коллектив в 2001 году.
- Наташа Хэмилтон (род. 17 июля 1982 года в Ливерпуле, Великобритания) появилась в группе в 1999 году вместо Хэйди Рэйндж. Сейчас воспитывает сына.
- Лиз Макклэрнон (род. 10 апреля 1981 года в Ливерпуле, Великобритания) — представительница оригинального состава Atomic Kitten, а также автор ряда песен группы. 14 февраля 2006 года в свет вышел её дебютный сольный сингл «Woman in Love / I Get the Sweetest Feeling».
- Керри Катона (род. 6 сентября 1980 года в Уоррингтоне, Великобритания) успела отметиться в первом издании альбома Right Now. В 2001 году, будучи беременной, покинула группу. В 2002 году вышла замуж за Брайана МакФаддена (в то время участника Westlife), с которым развелась в 2006 году. Некоторое время была известна, скорее, своим частым появлением в скандальной хронике жёлтой прессы. Вернулась в группу после её воссоединения в 2012 году, сменив Дженни Фрост.
- Хэйди Рэйндж (род. 13 мая 1983 года в Ливерпуле, Великобритания) покинула группу ещё в 1999 году. Сейчас, участница другого девичьего коллектива — Sugababes.

## Дискография
| Год  | Альбом        | Позиция в чарте | Позиция в чарте | Позиция в чарте | Позиция в чарте | Позиция в чарте |
| Год  | Альбом        | [ 12 ]          | [ 13 ]          | [ 14 ]          | [ 15 ]          | Флаг США        |
| ---- | ------------- | --------------- | --------------- | --------------- | --------------- | --------------- |
| 2000 | Right Now     | 1               | 86              | 12              | 6               | -               |
| 2002 | Feels So Good | 1               | 21              | 3               | 6               | -               |
| 2003 | Atomic Kitten | -               | -               | 7               | -               | 102             |
| 2003 | Ladies Night  | 5               | 67              | 3               | 12              | -               |
| 2004 | Greatest Hits | 5               | -               | 8               | 35              | -               |